# Vensang megye
Vensang (Wenshang) (egyszerűsített kínai: 汶上县; hagyományos kínai: 汶上縣, Wénshàng Xiàn) egy megye a kínai Santung (Shandong) tartományának délnyugati részén. A megye Csining (Jining) prefektúra szintű város adminisztrációs körzetébe tartozik. Szomszédai délnyugatról Csinhsziang, délkeletről Jancsou város, északról Tajsan, északnyugatról Liangsan és délről Zsencseng. Vensang (Wenshang) felszíne lapos. Vensang (Wenshang)ban a Csining dialektust beszélik, amely a Santung dialektushoz tartozik, amely az északi dialektus egyik ága. Még a mandarin anyanyelvűek számára sem egyszerű megérteni. Vensang megyét az ókorban Csongtunak is nevezték. Hosszú és gazdag történelme és kultúrája van. Híres szenthely a buddhisták számára. Úgy tartják, hogy a történelmi buddhától csupán két fog maradt fent: az egyiket egy Srí Lanka-i faluban őrzik, a másikat pedig Vensang (Wenshang)ban, a Tajce Lingcong torony alatti múzeumban. 1994-ben 141 darab relikviát tártak fel a helyszínen, amely az egész világon hatalmas érdeklődést váltott ki. A tornyot a Szung-dinasztia (Szong-dinasztia) (960-1279) idejében építették. A Paohsziang templomban található építmény 13 emeletes és 41,74 méter magas.
A megye nyugati részén található a Csongtu buddhista központ, egyéb látványos helyszín mellett. Található itt egy hatalmas buddhista kulturális park, amely közel 1000 négyzetméteres területű. A fő látványosság, a Paohsziang templom mellett megtekinthető még a Tajci Lingcong torony, a Hszümi szenthegy, a Kungfeng terem, a Világ tér és a megyei buddhista kulturális múzeum. A létesítmények látogathatóak mindenki számára, de nem ingyenesek.

## Története
A város területén már öt-hatezer évvel ezelőtt megjelentek a kezdetleges települések. Még azelőtt létrejött Zsecseng megye, hogy a Csin-dinasztia (i.e.221 - i.e.206) egyesítette Kínát. A megye a nevét a Ven-folyóról (汶河, pinying: Wen He) kapta. A Ming-dinasztia idejében a Ven-folyóra gátat építettek és vízének 60%-át elterelték, hogy felduzzasszák a kínai nagy-csatornát.
Vensang csak a 21. században kezdett modernizálódni. A megyébe egyelőre nem vezet vasút és nincs például uszodája sem (2014-es adat).

## Éghajlata
Mérsékelt monszun éghajlata miatt a térségben erőteljesen elterjedt a napelem használata. A nyár forró és csapadékos, a tél száraz és fagyos. Az évi átlaghőmérséklet 13.3℃ és 14.1℃ között alakul.
| Hónap                                                     | Jan. | Feb. | Már. | Ápr. | Máj. | Jún. | Júl. | Aug. | Szep. | Okt. | Nov. | Dec. | Év   |
| --------------------------------------------------------- | ---- | ---- | ---- | ---- | ---- | ---- | ---- | ---- | ----- | ---- | ---- | ---- | ---- |
| Átlaghőmérséklet (°C)                                     | −0,4 | 2,2  | 8,2  | 16,1 | 21,8 | 26,3 | 27,5 | 26,3 | 22,0  | 16,1 | 8,3  | 1,8  | 14,7 |
| Átl. csapadékmennyiség (mm)                               | 6    | 9    | 15   | 27   | 47   | 78   | 201  | 170  | 59    | 37   | 16   | 8    | 673  |
| Forrás: Jining Travel Guide - Brief Information on Jining |      |      |      |      |      |      |      |      |       |      |      |      |      |

## Részei
- Csongtu alkörzet (中都街道)
- Jicsiao város (义桥镇)
- Jüancsuang város (苑庄镇)
- Kangji város (康驿镇)
- Kuolou város (郭楼镇)
- Jinszi város (寅寺镇)
- Cicsiu város (次丘镇)
- Nanvang város (南旺镇)
- Nancsan város (南站镇)
- Pajse város (白石镇)

## Gazdasága

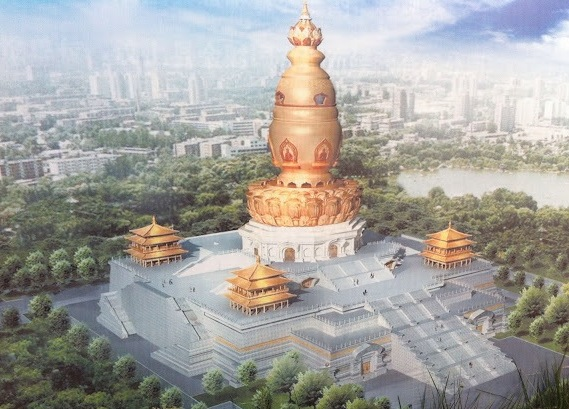
Vensangi óriásplakát a Csongdu Buddha kert látványtervével.

Vensang egy szénbányászati területen fekszik Santung tartomány délnyugati részén. Vensang igazi iparvárosként szénnel fűtött erőművel rendelkezik. A mezőgazdaság szintén fontos iparágazat Vensangban. A legfőbb termények a búza, rizs, kukorica, édesburgonya, gyapot, stb. A város termel élelmiszert és pamutot.
Vensangban sok hotel található, ám külföldi turizmusról gyakorlatilag nem beszélhetünk. A helyiek többsége nem-igen látott még fehér embert (2012 nyár).
Hatalmas beruházásnak számít a Csongdu Buddha kert turisztikai zóna építése. A 800 000m2-es kert a tervek szerint három területre lesz osztva. Az egyik a Csongdu Buddha kertre és két központ (a 108 méter magas Tajcilingcong torony és az üveg fekvő Buddha). A második részen készül egy Buddha életét felidéző terület. A harmadik részen a különböző buddhista kultúrák épületeit mutatják be Tibetből, Dél-Ázsiából, Japánból. A több mint 80 millió dolláros beruházás részeként épül még egy buddhista szórakoztató kulturális zóna is.

## Látnivalók
- Paohsziang-templom - egy nagyon jó állapotban megőrzött, ezeréves buddhista templom, ahol 1994-ben több Buddha relikviát tártak fel. Ebben a templomban tartják évente a Buddha fény fesztivált (Fo Kuang Csie). A templom 4A jelzést kapott a Turistalátványosságok besorolási kategóriáiban, amely a második legnagyobb jelzés (a legmagasabb szint az 5A).[12]
- Tajce Lingcong torony (pagoda) - a Buddha fog relikviát a 13 emeletes 41.74 méter magas pagoda alatti múzeumban tárolják.[13]
- Bódhiszatva tér[14]
- Tungcsiapaj terület
- Lótusz-tó - 2009-ben kezdődött a félig mesterséges, 8km2-es tó kialakítása. A víz fölött hidak ívelnek és található a központi részen mesterségesen kialakított vízesés, szökőkút, hang- és fényjáték.[15]
- Kuo Lin kőpark (郭林石刻群 - Guo Lin)[16]
- Várostervezési múzeum (夕阳下的规划馆 - Sunset Planning Exhibition Hall)[17]

## Közlekedés
A vensangi tömegközlekedés a fejletlenebb ázsiai városokra jellemző kaotikusságot mutat. A bicikli mellett a legjellemzőbb jármű az elektromos kerékpár. Az európai jogosítvány Kínában nem elég, ezért kínai jogosítvány nélkül nem lehet vezetni az országban. A táblák többnyire kétnyelvűek városon kívül.
A vensangi buszpályaudvar a település északi részén található. A belföldi turisták elsősorban Csining és Csinan felől közelítik meg a megyét busszal. Előfordul, hogy a Vensangba érkező késő esti buszok a pályaudvarig nem mennek be, helyette a mellette lévő körforgalomnál szállítják le az utasokat a buszról (2012. augusztus).
A megyében nincs vasúti közlekedés.

## Galéria

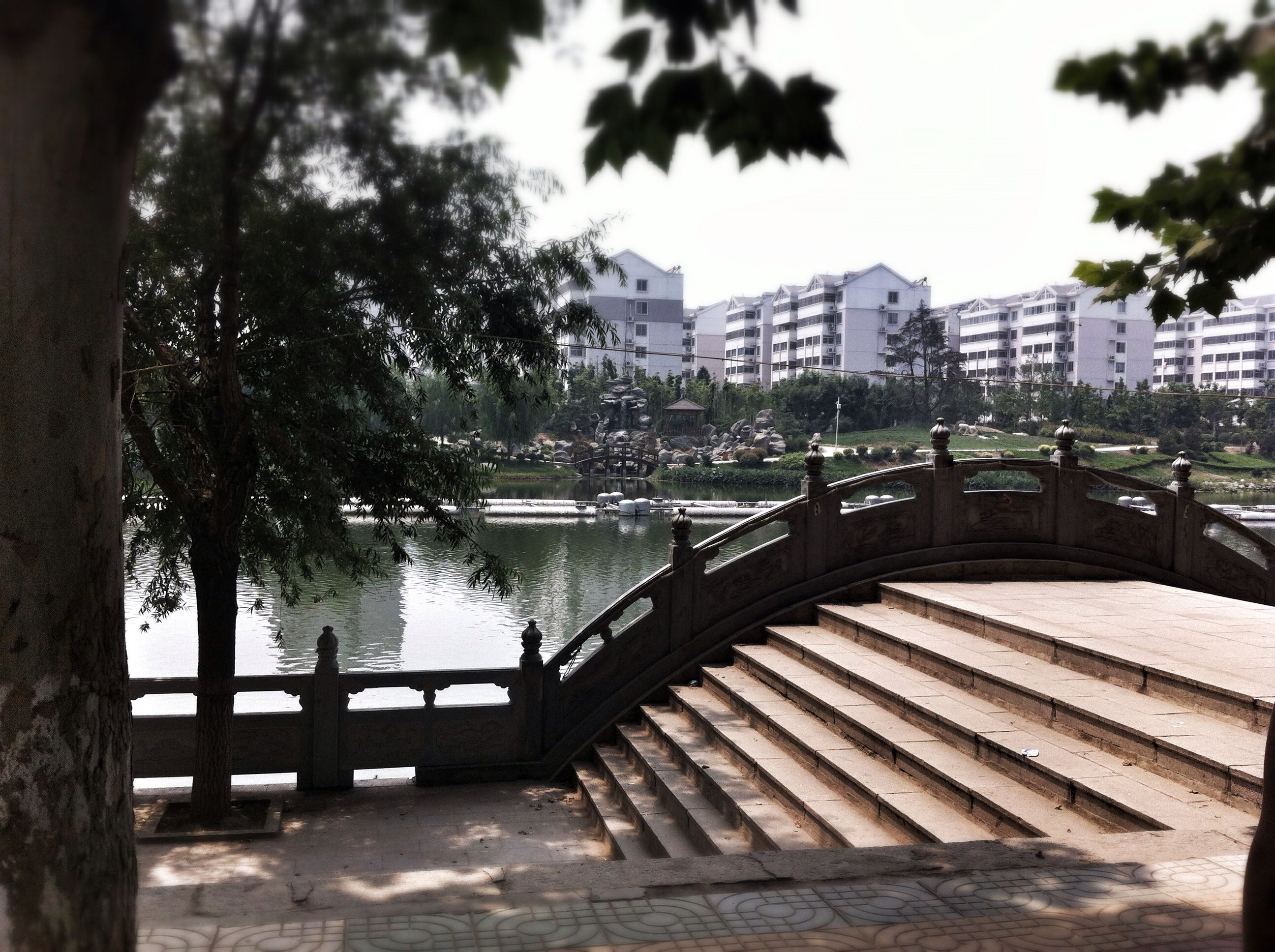
Mesterséges tó Vensáng belvárosában.
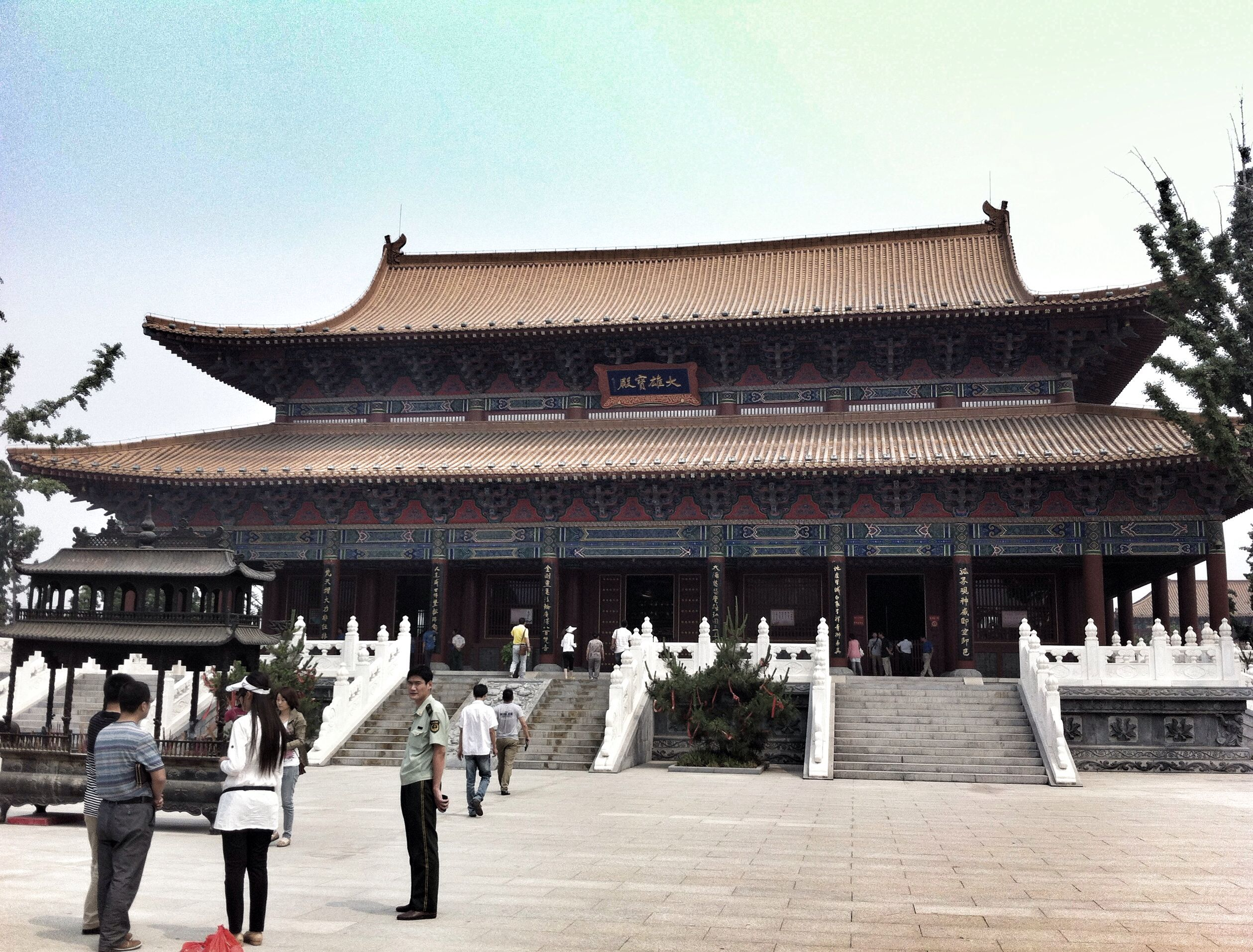
Paohsziang templom.
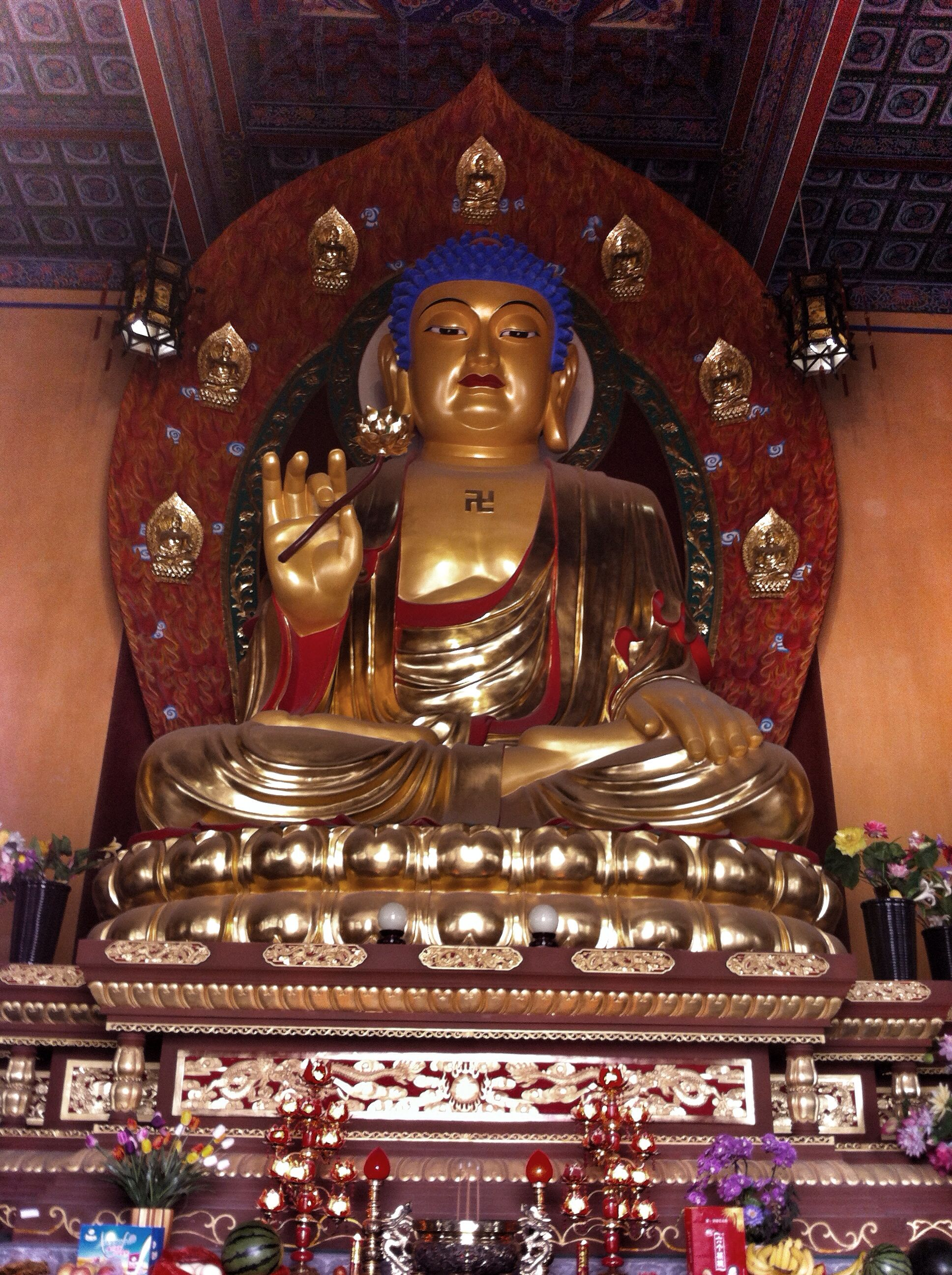
Buddha szobor a Paohsziang templomban.
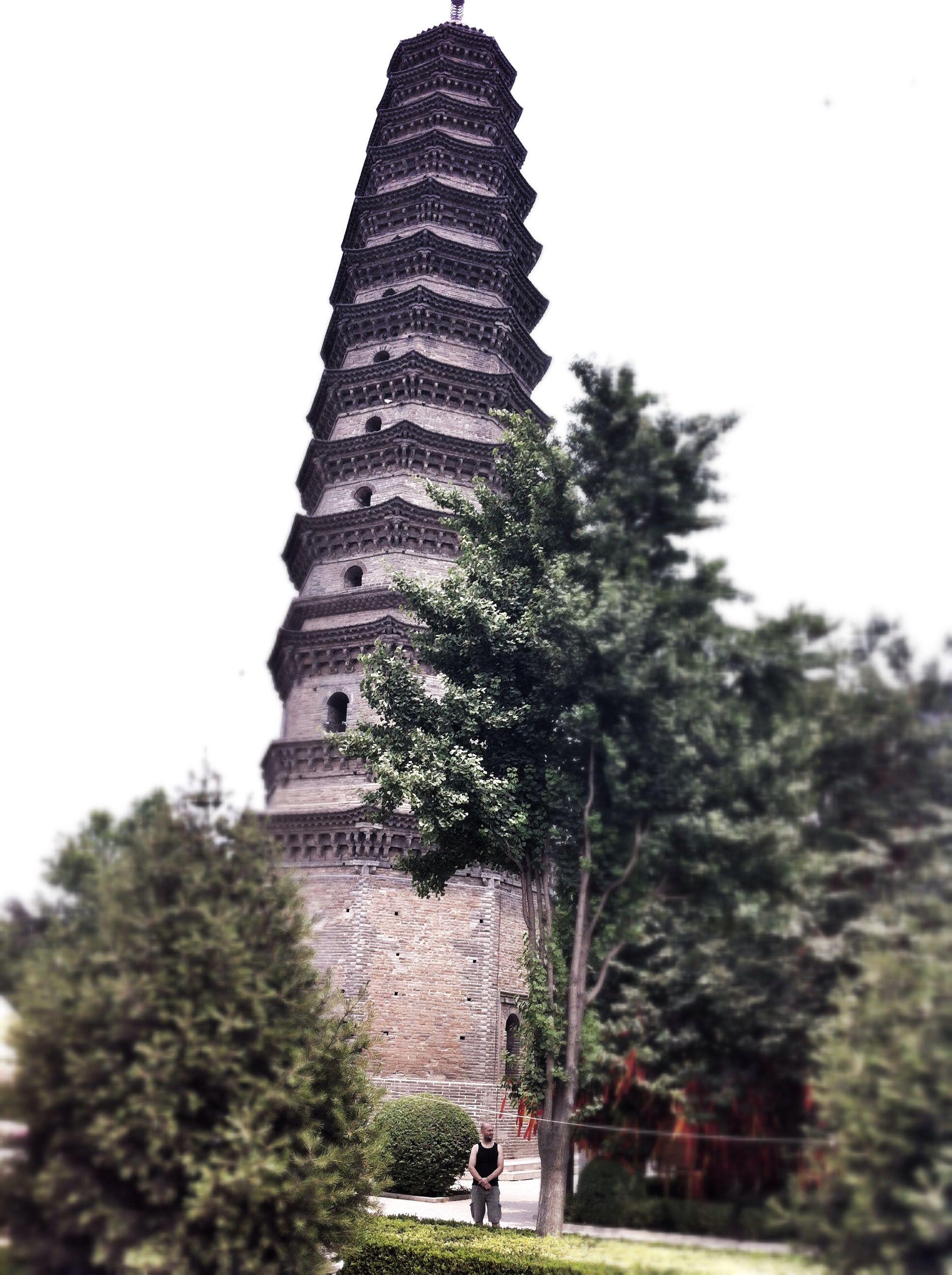
Pagoda a templom kertjében.
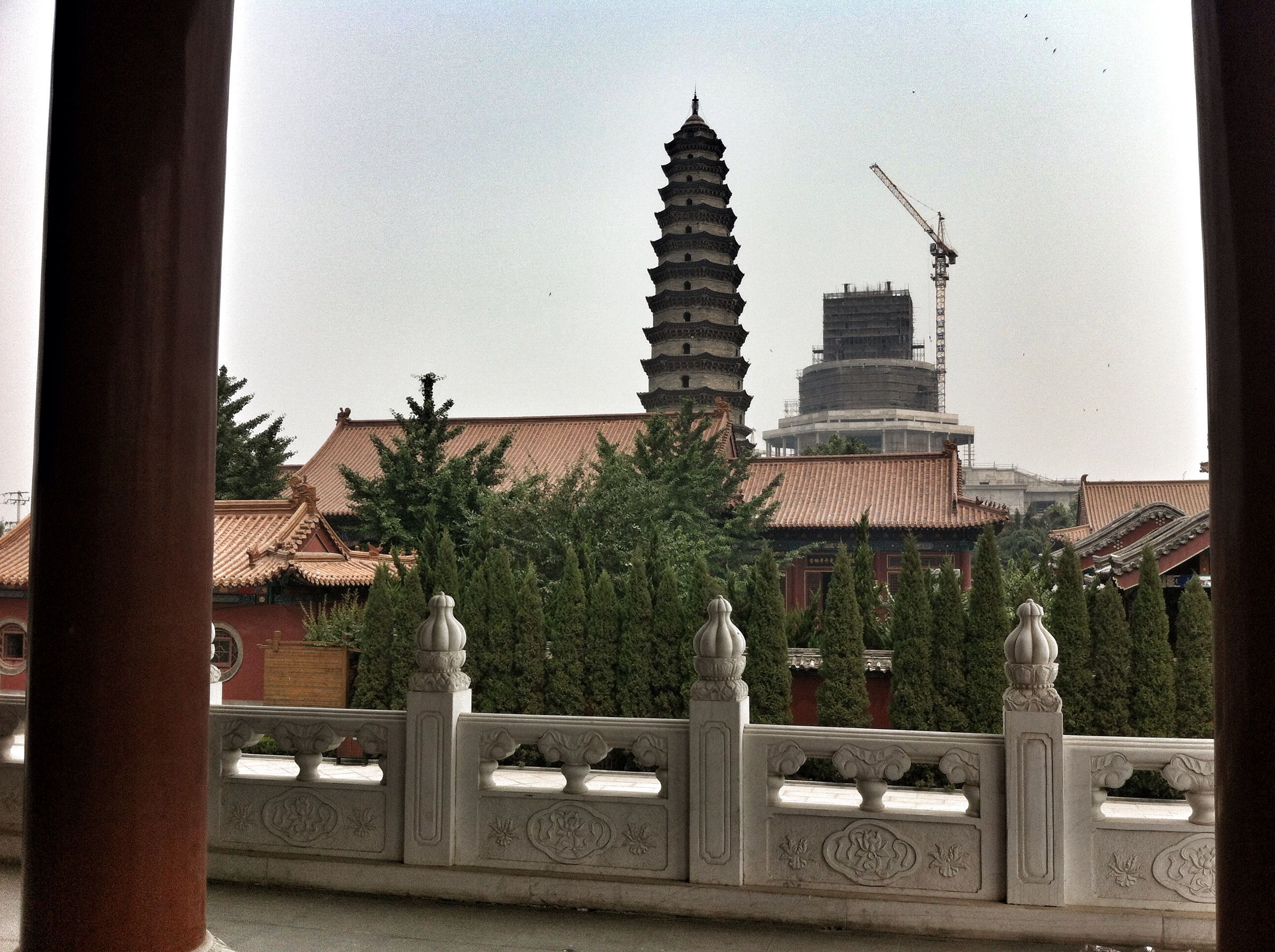
A pagoda mögött épül az új vallási központ.
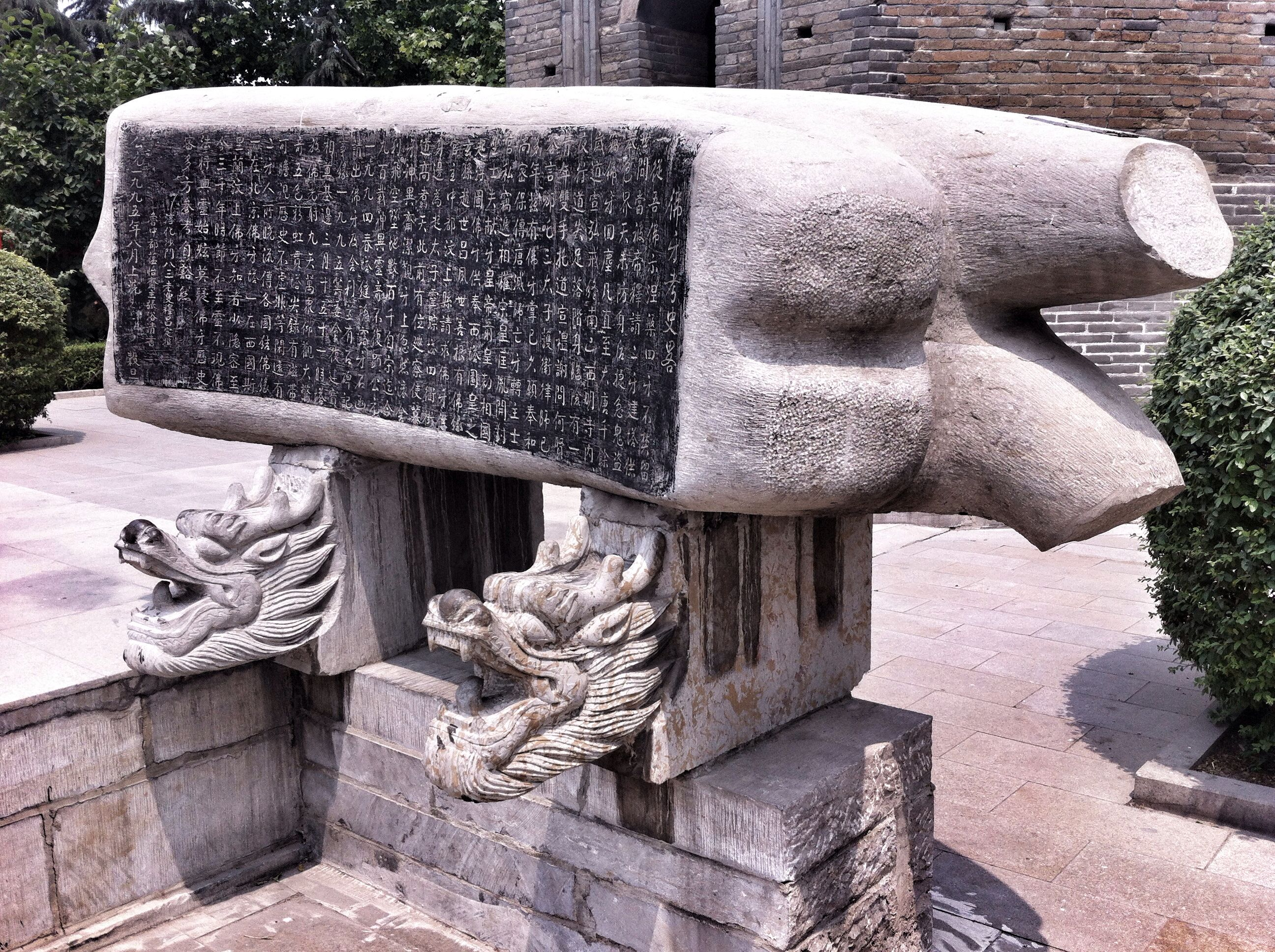
A pagoda melletti fog szobor.